# 초점근거성

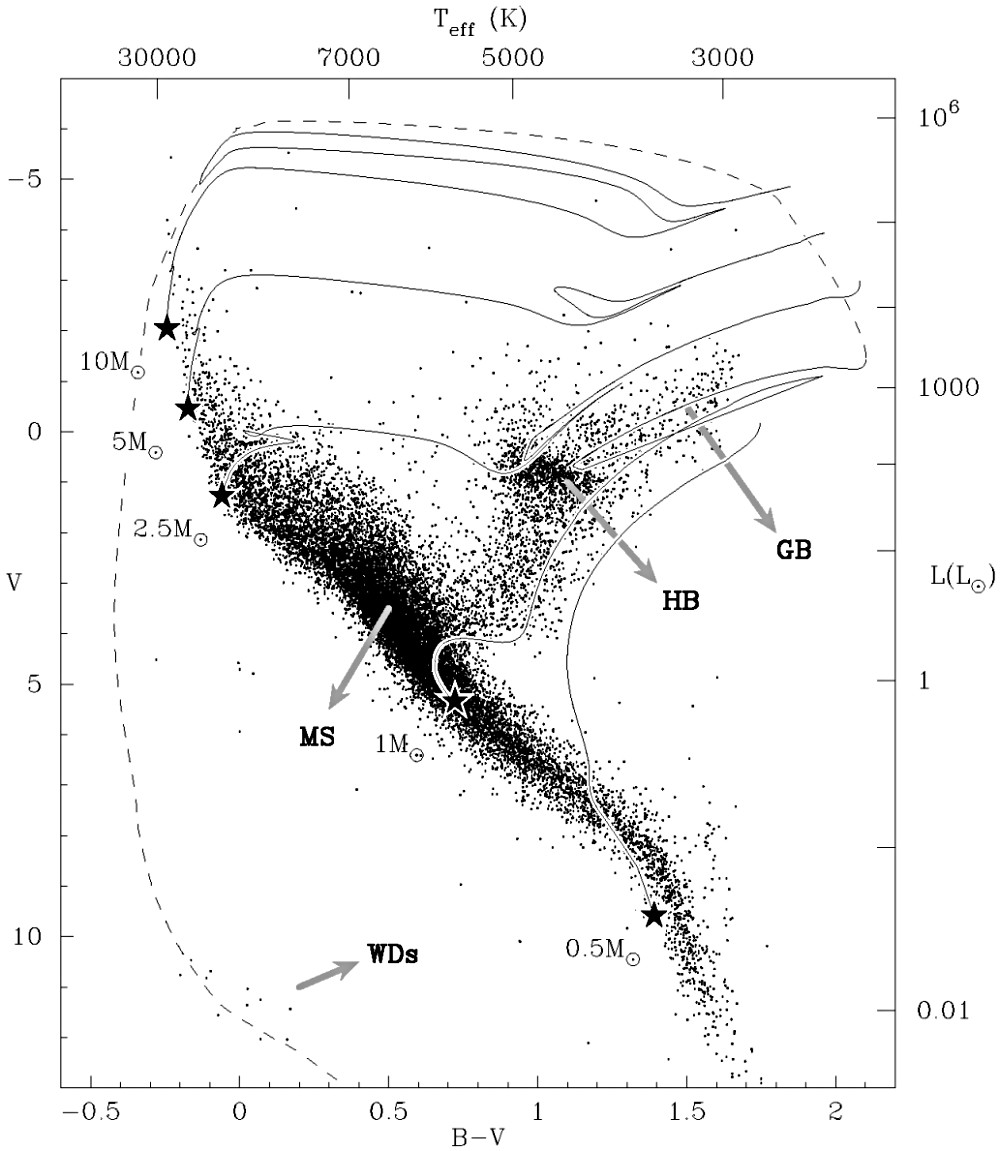
초점근거성 질량 범위에 있는 항성의 진화 경로를 보여주는 색등급도.

초점근거성(영어: Super-AGB star)이란 점근거성가지와 적색 초거성의 중간 성질이 나타나는 항성이다. 백색왜성으로 일생의 끝을 맺는 항성과 중심핵 붕괴 초신성으로 끝을 맞이하는 항성 중간형의 진화 과정에서 나타난다. 항성 진화 모형에 따르면 이들은 처음에 질량이 7.5~9.25M☉이었지만, 주계열을 떠난 후 핵의 수소와 헬륨이 고갈되어 크게 부풀어오르며 표면이 차가워지고 밝아진 상태다.

## HR 도표에서 성질
초점근거성은 헤르츠스프룽-러셀 도표의 우측 상단에 위치하며, 온도가 3,000K에서 4,000K 정도로 평범한 점근거성이나 적색 초거성과 유사하다. 낮은 온도로 인해 광구와 대기에서는 분자가 나타나며, 같은 이유로 초점근거성은 별빛의 대부분을 적외선 스펙트럼에서 방출한다.

## 찬드라세카르 한계와 일생
초점근거성은 수소 껍질과 헬륨 껍질을 연소하고 있기 때문에 중심핵이 찬드라세카르 한계에 도달하여 중심핵 붕괴 초신성으로 끝을 맞이할 것이다. 약 9M☉의 가장 무거운 초점근거성은 이론에 의하면 전자 포획 초신성으로 끝을 맞이한다. 이를 결정하는 과정에서, 삼차 준설 효율과 AGB 질량손실률의 불확실성에서 기인하는 오차 때문에 전자 포획 초신성의 수는 기대보다 약 두 배많을 것으로 예상되며, 위성이 탐지한 초신성의 약 3분의 2가 이러한 항성이라는 이론을 지지하기도 한다.
이러한 항성은 알데바란과 미라와 백조자리 카이 같은 적색거성과 유사한 진화 과정에 있다. 장기적으로는 평균 광도가 점점 증가하며, 단기적으로는 크기와 온도에 따라서 밝기가 변동하는 경향이 있다.
초점근거성은 헬륨보다 무거운 원소를 모두 합성하는 초거성과 그렇지 못한 점근거성의 중간 형질을 나타낸다. 이러한 항성에서는 삼중 알파 과정을 통해 탄소보다 무거운 원소도 생성된다. 그렇게 합성되는 결과물 대부분은 산소이며, 일부는 마그네슘과 네온과 그 이상의 원소로, 최종적으로 별의 중심핵은 산소와 네온이 주성분인 핵이 된다. 초점근거성에서는 부분적으로 축퇴된 탄소-산소 핵이 발달하는데, 이 핵은 앞서 일어난 헬륨 섬광처럼 탄소를 섬광의 형태로 연소할 수 있을 정도로 크다. 이 질량 범위에서는 이차 준설이 매우 강하게 발생하기 때문에 질량이 큰 초거성과는 달리 핵의 크기가 네온 연소에 필요한 수준보다 작게 유지된다.